# Масальский, Николай Фёдорович
Князь (с 1862 года) Николай Фёдорович Масальский (Мосальский) (1812—1880) — русский генерал, участник русско-турецкой войны 1877—1878 гг. Внук кораблестроителя Д. А. Масальского.

## Биография
Сын статского советника князя Фёдора Даниловича Масальского (1779—1829) от брака с Еленой Ивановной Богаевской родился 18 (30) марта 1812 года. Младший брат инженера Фёдора Масальского. Образование получил в Михайловском артиллерийском училище. По окончании офицерских классов при училище был переведён в 1832 году в батарейную № 6 батарею лейб-гвардии 1-й артиллерийской бригады.
В 1836 году поручик Масальский отправился на Кавказ и принял там участие в военных действиях против горцев и за отличие был награждён орденом Св. Анны 3-й степени с бантом, а в 1839 году по просьбе шаха персидского был командирован в Персию для руководства устройством там технических артиллерийских заведений.

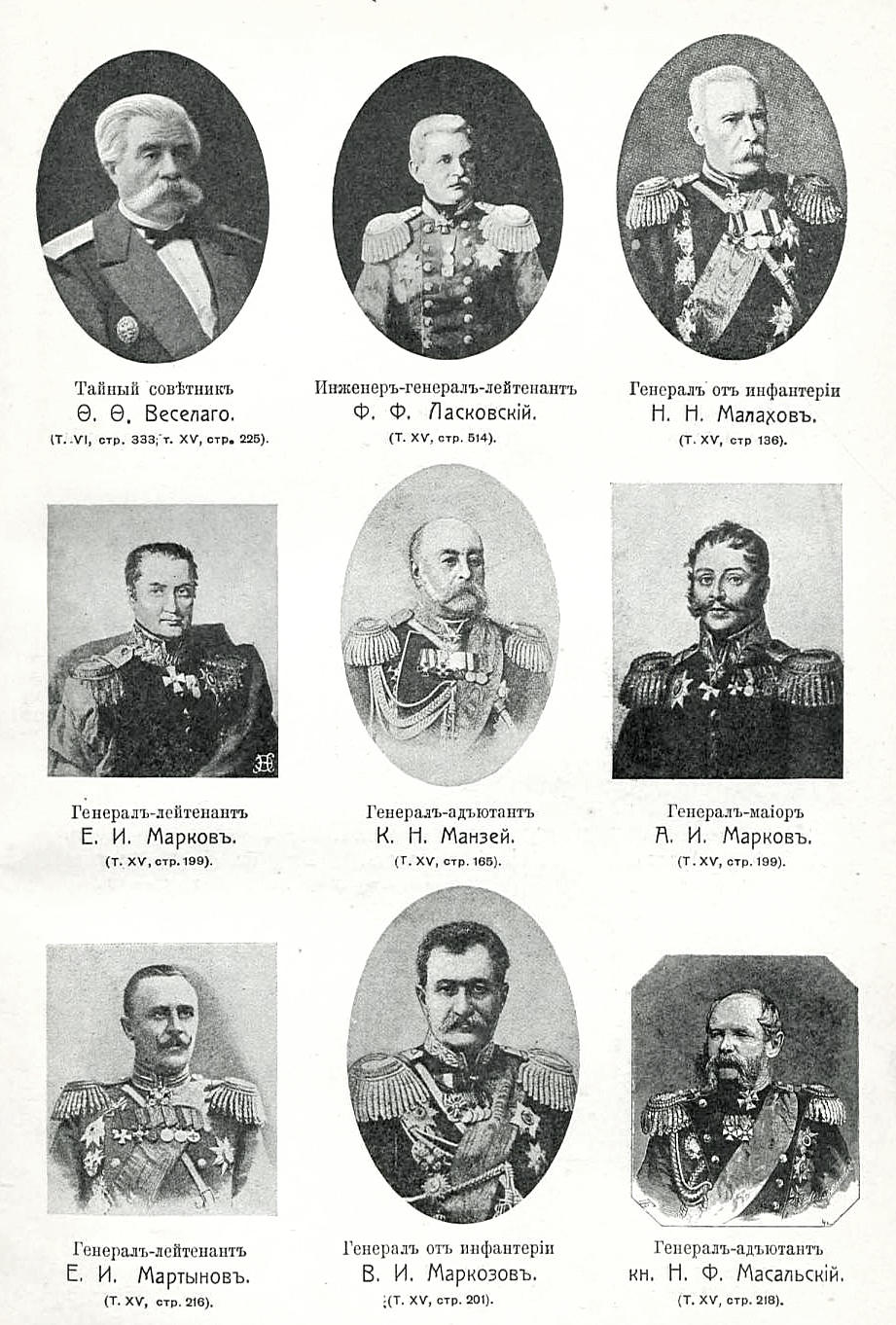
Фото из «ВЭС»

По возвращении из Персии Масальский издал в 1844 году «Письма русского из Персии», живо обрисовывающие тогдашнее состояние Персии. В 1843 г. Масальский был назначен командующим лёгкой № 2 батареей лейб-гвардии 2-й артиллерийской бригады, в 1844 г. произведён в полковники, в 1849 г. назначен командующим лейб-гвардии 2-й артиллерийской бригадой, а в 1852 г. произведён в генерал-майоры; 26 ноября 1853 г. за беспорочную выслугу 25 лет в офицерских чинах награждён орденом Св. Георгия 4-й степени (№ 9043 по списку Григоровича — Степанова).
Во время Восточной войны Масальский командовал в Финляндии всей находившейся там артиллерией и руководил отражением атак англо-французского флота на Свеаборг и Кронштадт. Затем он командовал 4-й артиллерийской дивизией и в 1860 г. по расстроенному здоровью оставил службу с производством за отличие по службе в генерал-лейтенанты. В 1865 г. он вновь поступил на службу и был назначен начальником артиллерии сначала Варшавского, а в 1867 г. Санкт-Петербургского военного округа.

В 1870 году Масальский был назначен генерал-адъютантом к Его Императорскому Величеству, а в 1876 году — начальником артиллерии действующей армии. За особую распорядительность и боевые отличия во время русско-турецкой войны 1877—1878 гг. Масальский 29 ноября 1877 г. был награждён орденом Св. Георгия 3-й степени (№ 550)
В награду мужества, храбрости и распорядительности, оказанных при обложении Плевны и взятии с боя её укреплений, 28-го Ноября 1877 года.
Также он был награждён алмазными знаками с мечами к ордену Св. Александра Невского и чином генерала от артиллерии. В 1879 году Масальский был назначен членом Военного совета.
Умер в Санкт-Петербурге 9 (21) ноября 1880 года. Похоронен на кладбище Сергиевой пустыни.

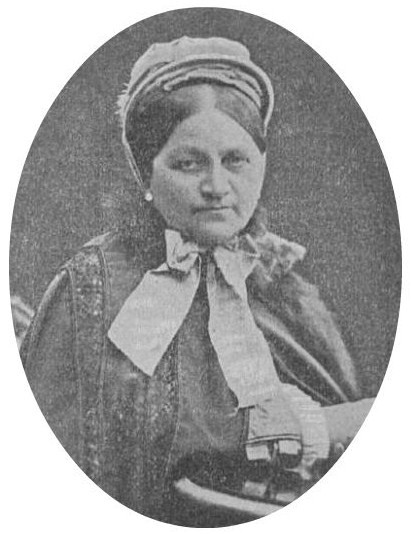
Софья Владимировна

## Семья
С 1853 года был женат на Софье Владимировне Мезенцовой (1825—1914), дочери генерала Владимира Петровича Мезенцова и графини Веры Николаевны Зубовой (1800—1863), дочери цареубийцы графа Н. А. Зубова и внучки генералиссимуса А. В. Суворова. Софья Владимировна была деятельной благотворительницей и состояла почетной попечительницей Михайловского учебно-воспитательного заведения в Петербурге. Дети:
- Вера (1854—1897), фрейлина двора, замужем (с 25 апреля 1882 года)[3] за камергером Аполлоном Васильевичем Приселковым (1859—1916).
- Елизавета (1858—1872)
- Владимир (1860—1940), генерал-лейтенант, умер в эмиграции в Париже.